# وستارية زهرية
وستارية زهرية (الاسم العلمي:Wisteria venusta) هي نوع من النباتات تتبع جنس الوستارية من الفصيلة البقولية.